# Lưu Xuân Vĩnh
Lưu Xuân Vĩnh (sinh năm 1961) là một chính trị gia người Việt Nam. Ông từng là Chủ tịch Ủy ban nhân dân tỉnh Ninh Thuận khóa 10 nhiệm kì 2016-2021, Chủ tịch Ủy ban nhân dân tỉnh Ninh Thuận khóa 9 nhiệm kì 2011-2016 (được bầu giữ chức vụ này vào ngày 30 tháng 5 năm 2014).

## Xuất thân
Ông sinh năm 1961, quê quán tỉnh Ninh Thuận.

## Sự nghiệp
Ông từng giữ các chức vụ Phó chủ tịch UBND tỉnh Ninh Thuận, Trưởng ban Tổ chức Tỉnh ủy tỉnh Ninh Thuận, Phó bí thư thường trực Tỉnh ủy Ninh Thuận.
Ngày 30 tháng 5 năm 2014, ông được Hội đồng nhân dân tỉnh Ninh Thuận bầu giữ chức Chủ tịch Ủy ban nhân dân tỉnh Ninh Thuận nhiệm kỳ 2011 - 2016 (44/45 phiếu đạt). Sau đó Thủ tướng Chính phủ Việt Nam Nguyễn Tấn Dũng đã phê chuẩn kết quả bầu chức vụ này đối với ông theo Quyết định 869/QĐ-TTg.
Sáng ngày 16 tháng 11 năm 2020, kỳ họp thứ 15 HĐND tỉnh Ninh Thuận khóa X nhiệm kỳ 2016-2021 đã miễn nhiệm hai chức danh Chủ tịch, Phó Chủ tịch UBND tỉnh Ninh Thuận đối với ông Lưu Xuân Vĩnh do chờ nghỉ hưu và ông Phạm Văn Hậu do chuyển sang làm Phó Bí thư thường trực Tỉnh ủy Ninh Thuận (nhiệm kỳ 2020-2025). Đồng thời bầu ông Trần Quốc Nam, Phó Bí thư Tỉnh ủy (nhiệm kỳ 2020-2025), Trưởng ban Tổ chức Tỉnh ủy, giữ chức Chủ tịch UBND tỉnh Ninh Thuận.